# 生物標記 (醫學)
生物標記（英語：Biomarker），又譯為生物指標、生物标志物，在醫學上通常是指在血液中的某種蛋白質，通過測量它，可以反映出某種疾病是否出現或嚴重程度。比較廣義的生物標記是指任何一種可以標記出特殊疾病狀況，或是能够反映有機體的生化機能狀態的物質。例如，氯化銣的放射性同位素可以被用來衡量心肌充血的程度。